# Axialkraft

Lage der Axial- und Radialebenen im Raum um einen Rotationskörper.

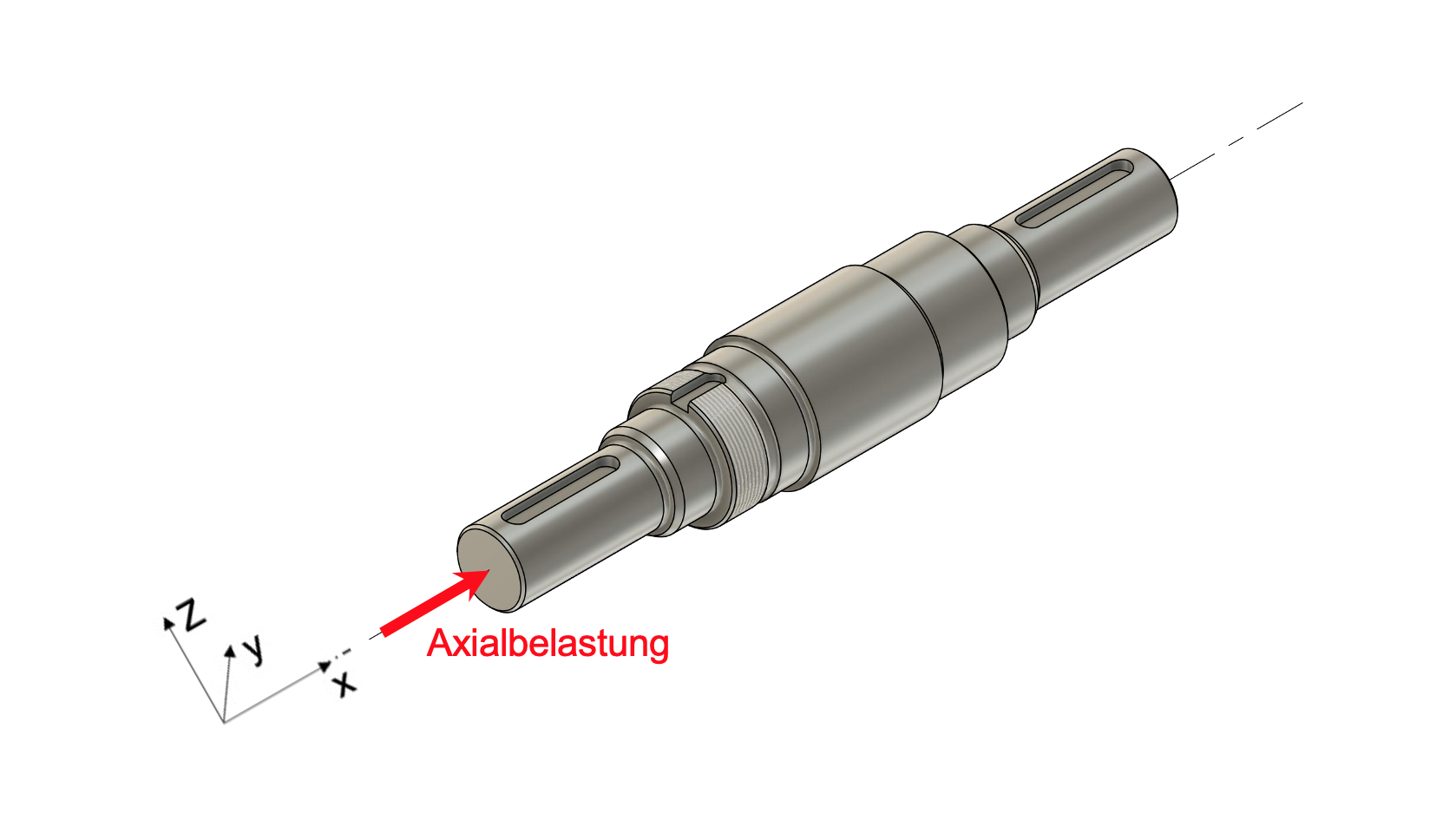
Eine Axialbelastung am Beispiel einer Maschinenwelle

Unter einer Axialkraft versteht man die Kraft bzw. Kraftkomponente, die in Richtung einer Achse eines Rotationskörpers wirkt.
Ein Beispiel ist die Kraft(komponente), die beim Eindrehen einer Schraube in Richtung der Schraubenachse wirkt, die also für das tiefere Eindringen der Schraube verantwortlich ist.
Verwandte Begriffe aus der technischen Mechanik sind Axialbelastung, Radialbelastung und Tangentialbelastung:
Die durch von Außen angreifende Lasten (Kräfte oder Momente) verursachten Axialbelastungen bewirken innere Beanspruchungen (innere Kräfte und Momente) des Körpers in axialer Richtung. Die dadurch resultierenden Normalspannungen (Zug- und Druckspannungen) wirken je nach Abmessungen in den jeweiligen Querschnitten des Körpers.
Auch wenn keine axialen Kräfte vorhanden sind, muss eine Welle daran gehindert werden, axiale Bewegungen ausführen zu können. Wenn große axiale Kräfte durch Betrieb oder Eigengewicht an der Welle angreifen, ist ein besonderes Axiallager nötig, das für diese Kräfte ausgelegt ist.